# أبل بيببين
أبل بيببين عبارة عن منصة تقنية وسائط متعددة مفتوحة، تصميمها بواسطة كمبيوتر أبل، وتم تسويقها على أنها PiPP! ن. وفقًا لشركة أبل، تم توجيه بيببين إلى السوق المحلية باعتبارها «جزءًا لا يتجزأ من البيئة السمعية والبصرية والتلفزيونية للمستهلكين».
يعتمد بيببين على نظام ماكنتوش الأساسي، بما في ذلك بنية نظام التشغيل ماكينتوش الكلاسيكية. قامت شركة أبل ببناء جهاز توضيحي يعتمد على بيببين يسمى «بيببين باور بلاير»، واستخدمته لعرض المنصة في المعارض التجارية ووسائل الإعلام، من أجل جذب مطوري البرامج ومصنعي الأجهزة المحتملين. قامت أبل بترخيص تقنية بيببين لشركات خارجية. طورت شركة بانداي المحدودة نماذج أتمارك وورلد، وركزتهم على أعمال الألعاب والترفيه في اليابان وكندا والولايات المتحدة. قامت شركة كاتز ميديا بتطوير KMP 2000، وركزت على الأسواق الرأسية في جميع أنحاء أوروبا وكندا.